# Áras an Uachtaráin
Áras an Uachtaráin es la residencia oficial del presidente de Irlanda (en irlandés: Uachtarán na hÉireann). El palacio está en el Parque Fénix al norte de la capital, Dublín. 
Nathaniel Clements, guardabosques del parque y arquitecto aficionado, diseñó la casa a mediados del siglo XVIII. Después de la construcción, Áras an Uachtaráin ha sido la residencia de tres tipos de mandatarios, reflejando la compleja historia del país: primero del lord teniente de Irlanda, luego del gobernador general del Estado Libre Irlandés, y ahora del presidente de la República de Irlanda.
- Datos: Q2107474
- Multimedia: Áras an Uachtaráin / Q2107474